# Garde (droit)
En droit, le terme garde peut signifier : 

## Droit de la famille
- En droit de la famille québécois, la garde parentale est l'exercice de l'autorité parentale par l'un des conjoints à la suite d'un divorce, d'une séparation de corps, d'une séparation de fait entre conjoints mariés ou d'une séparation entre conjoints de fait[1]. Le terme garde est toujours utilisé en droit provincial, mais la loi fédérale sur le divorce parle désormais de temps parental.
  - En vertu du formulaire de fixation des pensions alimentaires pour enfants, les tribunaux québécois distinguent entre la garde exclusive, la garde partagée et les droits d'accès.
- En droit de la famille français, la garde était  l'exercice de l'autorité parentale à l'égard d'un enfant du couple. Cette notion a été remplacée au cours des années 1980 par celle de « résidence habituelle de l’enfant ».

## Droit des personnes physiques
- En droit des personnes physiques québécois, la garde en établissement réfère au régime juridique de l'hospitalisation forcée[2].

## Droit de la responsabilité civile
- En droit de la responsabilité civile, la garde de la chose est le pouvoir d'usage, de direction et de contrôle que le gardien exerçait sur la chose au moment du dommage[3],[4].
- La responsabilité civile pour la garde du mineur est prévue aux articles 1459 à 1460 du Code civil du Québec. L'article 1459 C.c.Q.[5]  concerne la responsabilité civile relative à la garde parentale du mineur, tandis que l'article 1460 C.c.Q.[6] concerne la garde du mineur par un surveillant.
- La responsabilité civile pour la garde d'un majeur non doué de raison est prévue à l'article 1461 C.c.Q.[7] ; elle ne concerne que les cas où le gardien commet une faute lourde ou intentionnelle dans l'exercice de la garde.

## Droit pénal
- En droit pénal canadien, avoir la garde et le contrôle du véhicule est un critère prévu dans le Code criminel pour établir qu'une personne conduit un véhicule à moteur, un bateau ou du matériel ferroviaire, aux fins de prouver la culpabilité dans les infractions relatives aux moyens de transport[8].